# Okrytonasienne
Okrytonasienne, okrytozalążkowe (Magnoliopsida, Magnoliophyta; syn. Angiospermae) – grupa (klad) roślin naczyniowych pochodzących od wspólnego przodka żyjącego prawdopodobnie w okresie karbonu (350–275 mln lat temu) i stanowiących siostrzaną linię rozwojową w stosunku do nagonasiennych. Okrytonasienne charakteryzują się zredukowanym gametofitem oraz brakiem rodni i plemni. Sporofity są stadium dominującym. Organem służącym do rozmnażania generatywnego jest kwiat, często obupłciowy, w którym gamety wytwarzane są w słupku i pręcikach. Słupki powstają ze zrośniętych owocolistków, które osłaniają zalążki i rozwijające się nasiona (stąd nazwa grupy). Pręciki zbudowane są z nitki i główki. W główce występują najczęściej dwa pylniki. W pylnikach powstają mikrospory, z których następnie rozwijają się ziarna pyłku, które wytwarzają tzw. jądra plemnikowe (nieruchome plemniki).
W różnych systemach klasyfikacyjnych grupa zajmuje różną pozycję, przy czym najczęściej wyróżniana jest w randze gromady Magnoliophyta (np. system Cronquista z 1981, Takhtajana z 1997, Reveala z 1999). James L. Reveal w 2008 zaproponował klasyfikację uwzględniającą najnowsze koncepcje systematyczne (w tym system APG II) i opublikował system z okrytonasiennymi w randze klasy Magnoliopsida. W systemie Ruggiero i in. z 2015 Angiospermae mają rangę nadklasy. Od końca XX wieku, wraz z rozwojem wiedzy o filogenezie roślin obserwować można unikanie stosowania rang systematycznych dla tak dużych kladów roślin i rozwój nazewnictwa filogenetycznego bazującego na PhyloCode. Dla okrytonasiennych jako kladu zaproponowano nazwę Angiospermae (z dwóch najbardziej rozpowszechnionych i łatwo identyfikowalnych terminów naukowych ten nie posiada końcówki wskazującej na kategorię systematyczną).
Liczbę gatunków roślin okrytonasiennych szacuje się na ok. 300 tys.

## Morfologia
PokrójOkrytonasienne to rośliny, których sporofit zbudowany jest z korzeni i pędu składającego się z łodygi i liści, na którym powstają kwiaty, a z nich owoce. Ten ogólny plan ulega znacznym zmianom w różnych grupach, czasem ulegając silnej redukcji, jak np. u roślin pasożytniczych czy najmniejszych roślin okrytonasiennych – wolfii. Niektóre rośliny tworzą drobne i żyjące tylko przez kilka tygodni pokolenie, inne tworzą pędy drewniejące, długotrwałe i czasem osiągające wielkie rozmiary – niektóre drzewa mogą przekraczać 100 m wysokości. U rozmaitych grup okrytonasiennych występują daleko idące modyfikacje budowy organów wegetatywnych, przy czym, poza roślinami pasożytniczymi i pędami podziemnymi, stałą cechą jest to, że pędy są zielone i samożywne.
KwiatyU okrytonasiennych zasadniczo obupłciowe – kwiaty jednopłciowe są w tej grupie zjawiskiem wtórnym. Pręciki i słupki tworzą się tu na wspólnej, skróconej osi. Pyłek między kwiatami przenoszony jest tu zasadniczo przez zapylaczy – zwierzęta, najczęściej owady, rzadziej ptaki, nietoperze i inne. Wiatropylność jest w tej grupie wtórna. Adaptacją do zapylania przez zwierzęta jest obecność powabni – zwykle w postaci barwnego okwiatu, którego listki stanowią sygnał wizualny naprowadzający zapylaczy do znajdujących się w jej wnętrzu pręcików i słupków. Często występują gruczoły (miodniki) wytwarzające przyciągający zapylaczy nektar i wydzielające olejki przyciągające je zapachowo. Charakterystycznym organem występującym wśród roślin tylko u okrytonasiennych jest słupek. Powstaje on z owocolistka (jednego lub większej ich liczby) całkowicie okrywającego zalążki znajdujące się w jego dolnej części zwanej zalążnią. Żeby doszło do zapłodnienia ziarna pyłku muszą trafić na część słupka stanowiącą znamię, przystosowaną do jego przyjmowania. Dla zwiększenia skuteczności zapylania kwiatów często u okrytonasiennych tworzą one skupienia zwane kwiatostanami o różnej budowie.
OwoceSą specyficzne dla okrytonasiennych, bowiem powstają z charakterystycznych tylko dla nich słupków. Zawierają w swym wnętrzu nasiona, które tworzą się z zalążków i otaczających je osłonek, z których powstaje łupina nasienna. Nasiona otaczane są przez owocnię powstającą ze ścian zalążni. Budowa owocni i nasion jest u okrytonasiennych bardzo zróżnicowana, będąc adaptacją do bardzo różnych sposobów rozprzestrzeniania.

## Anatomia
Cechą wyróżniającą okrytonasienne w budowie wewnętrznej są naczynia – obecne w drewnie wydłużone komórki z pierścieniowo lub spiralnie zgrubiałymi ścianami, służące do transportu wody. Tylko u najstarszych form okrytonasiennych w budowie drewna dominują cewki. U większości okrytonasiennych drewno wtórne tworzone jest w pędzie w formie zwartej kolumny. W łyku okrytonasienych funkcję komórek sitowych, znanych u paprotników i nagonasiennych, pełnią rurki sitowe, wyróżniające się obecnością komórek towarzyszących i tworzeniem zróżnicowanych pól sitowych. Mają one różne wielkości porów – większe w polach znajdujących się w osi tworzonych przez nie przewodów (rurek) transportujących składniki pokarmowe i mniejsze kontaktujące się z sąsiednimi komórkami (także łyka lub miękiszowymi).

## Rozwój
Zapłodnienie odbywa się z udziałem dwóch komórek plemnikowych (pozostałości po plemnikach zredukowanych do samych jąder komórkowych, bez organu ruchu) w wyniku czego powstają:
- zygota, która następnie rozwija się w zarodek,
- bielmo zawierające substancje odżywcze.

Bielmo wytwarza substancje odżywcze, które gromadzą się w liściach zarodkowych (liścieniach).
Równocześnie tkanki zalążka przekształcają się w okrywy osłaniające zarodek i tak powstaje nasiono. Owoc również ma znaczenie ochronne, poza tym pomaga w rozsiewaniu nasion.

## Systematyka
Systemy klasyfikacji roślin okrytonasiennych powstawały i były zmieniane wielokrotnie w ciągu minionych dwóch wieków. Podejmowane przez różnych taksonomów próby ustalenia pokrewieństwa na bazie podobieństw morfologicznych, anatomicznych i biochemicznych owocowały powstawaniem stale zmienianych koncepcji. Największą popularność zdobywały w swoim czasie systemy Englera (1924), później Cronquista (1968, 1981). Systematyka okrytonasiennych (podobnie jak i innych organizmów) uległa znacznym przeobrażeniom po zastosowaniu nowych metod i dołączeniu do analiz ww. danych także wyników badań molekularnych (zwłaszcza nad DNA chloroplastowym). W 1993 opublikowana została praca 42 badaczy przedstawiająca filogenezę wszystkich roślin nasiennych. W miarę jak ukazywały się kolejne publikacje wyjaśniające relacje filogenetyczne między różnymi grupami roślin, powstawały kolejne autorskie systemy klasyfikacyjne (np. aktualizowany system Takhtajana oraz system Reveala). W końcu lat 90. XX wieku taksonomowie z wielu ośrodków akademickich połączyli siły tworząc grupę (ang. Angiosperm Phylogeny Group) zajmującą się wspólnie tworzeniem systemu okrytonasiennych. Pierwszy system opublikowany został przez tę grupę w 1998 (system APG I), kolejne zaś w 2003 (system APG II), w 2009 r. (system APG III) i w 2016 (system APG IV). Kolejne wersje systemów APG są najczęściej używanymi systemami klasyfikacji okrytonasiennych.
Ważniejsze systemy okrytonasiennych w porządku chronologicznym:
- system de Candolle’a (Augustin Pyramus de Candolle, 1819)
- system Eichlera (August Wilhelm Eichler, Syllabus der Vorlesungen über Phanerogamenkunde, 1883)
- system Englera (Adolf Engler, Syllabus der Pflanzenfamilien, 1924)
- system Hutchinsona (John Hutchison, 1926–1934, The families of flowering plants, arranged according to a new system based on their probable phylogeny)
- system Wettsteina (Richard Wettstein, Handbuch der Systematischen Botanik, 1935)
- system Takhtajana (Armen Takhtajan, 1966, 1980, 1997)
- system Dahlgrena (Rolf Dahlgren, 1975, 1980, 1983, 1985, 1989)
- system Cronquista (Arthur Cronquist, 1981)
- system Kubitzkiego (Klaus Kubitzki, 1990–)
- system Thorne’a (Robert F. Thorne, 1992, 2000)
- system Reveala (James L. Reveal, 1999, 2008)
- system APG I (Angiosperm Phylogeny Group, 1998)
- system APG II (Angiosperm Phylogeny Group, 2003)
- system APG III (Angiosperm Phylogeny Group, 2009)
- system APG IV (Angiosperm Phylogeny Group, 2016)

### Relacje filogenetyczne wg Yanga i in. (2020)
Na podstawie Yang i in. (2020):
|   | zieleńcowce Chloranthales |
|   | |
|   | \| \| rogatkowce Ceratophyllales \| \| \| \| \| → \| dwuliścienne właściwe eudicots \| \| \| dwuliścienne właściwe eudicots \| |
|   | |
|   | rogatkowce Ceratophyllales |
|   | |
| → | dwuliścienne właściwe eudicots                                                                                                 |
|   | dwuliścienne właściwe eudicots                                                                                                 |

|   | rogatkowce Ceratophyllales     |
|   |                                |
| → | dwuliścienne właściwe eudicots |
|   | dwuliścienne właściwe eudicots |

|   | zieleńcowce Chloranthales |
|   | |
|   | \| \| rogatkowce Ceratophyllales \| \| \| \| \| → \| dwuliścienne właściwe eudicots \| \| \| dwuliścienne właściwe eudicots \| |
|   | |
|   | rogatkowce Ceratophyllales |
|   | |
| → | dwuliścienne właściwe eudicots                                                                                                 |
|   | dwuliścienne właściwe eudicots                                                                                                 |

|   | rogatkowce Ceratophyllales     |
|   |                                |
| → | dwuliścienne właściwe eudicots |
|   | dwuliścienne właściwe eudicots |

|   | zieleńcowce Chloranthales |
|   | |
|   | \| \| rogatkowce Ceratophyllales \| \| \| \| \| → \| dwuliścienne właściwe eudicots \| \| \| dwuliścienne właściwe eudicots \| |
|   | |
|   | rogatkowce Ceratophyllales |
|   | |
| → | dwuliścienne właściwe eudicots                                                                                                 |
|   | dwuliścienne właściwe eudicots                                                                                                 |

|   | rogatkowce Ceratophyllales     |
|   |                                |
| → | dwuliścienne właściwe eudicots |
|   | dwuliścienne właściwe eudicots |

|   | zieleńcowce Chloranthales |
|   | |
|   | \| \| rogatkowce Ceratophyllales \| \| \| \| \| → \| dwuliścienne właściwe eudicots \| \| \| dwuliścienne właściwe eudicots \| |
|   | |
|   | rogatkowce Ceratophyllales |
|   | |
| → | dwuliścienne właściwe eudicots                                                                                                 |
|   | dwuliścienne właściwe eudicots                                                                                                 |

|   | rogatkowce Ceratophyllales     |
|   |                                |
| → | dwuliścienne właściwe eudicots |
|   | dwuliścienne właściwe eudicots |

|   | zieleńcowce Chloranthales |
|   | |
|   | \| \| rogatkowce Ceratophyllales \| \| \| \| \| → \| dwuliścienne właściwe eudicots \| \| \| dwuliścienne właściwe eudicots \| |
|   | |
|   | rogatkowce Ceratophyllales |
|   | |
| → | dwuliścienne właściwe eudicots                                                                                                 |
|   | dwuliścienne właściwe eudicots                                                                                                 |

|   | rogatkowce Ceratophyllales     |
|   |                                |
| → | dwuliścienne właściwe eudicots |
|   | dwuliścienne właściwe eudicots |

|   | zieleńcowce Chloranthales |
|   | |
|   | \| \| rogatkowce Ceratophyllales \| \| \| \| \| → \| dwuliścienne właściwe eudicots \| \| \| dwuliścienne właściwe eudicots \| |
|   | |
|   | rogatkowce Ceratophyllales |
|   | |
| → | dwuliścienne właściwe eudicots                                                                                                 |
|   | dwuliścienne właściwe eudicots                                                                                                 |

|   | rogatkowce Ceratophyllales     |
|   |                                |
| → | dwuliścienne właściwe eudicots |
|   | dwuliścienne właściwe eudicots |

|   | zieleńcowce Chloranthales |
|   | |
|   | \| \| rogatkowce Ceratophyllales \| \| \| \| \| → \| dwuliścienne właściwe eudicots \| \| \| dwuliścienne właściwe eudicots \| |
|   | |
|   | rogatkowce Ceratophyllales |
|   | |
| → | dwuliścienne właściwe eudicots                                                                                                 |
|   | dwuliścienne właściwe eudicots                                                                                                 |

|   | rogatkowce Ceratophyllales     |
|   |                                |
| → | dwuliścienne właściwe eudicots |
|   | dwuliścienne właściwe eudicots |

|   | zieleńcowce Chloranthales |
|   | |
|   | \| \| rogatkowce Ceratophyllales \| \| \| \| \| → \| dwuliścienne właściwe eudicots \| \| \| dwuliścienne właściwe eudicots \| |
|   | |
|   | rogatkowce Ceratophyllales |
|   | |
| → | dwuliścienne właściwe eudicots                                                                                                 |
|   | dwuliścienne właściwe eudicots                                                                                                 |

|   | rogatkowce Ceratophyllales     |
|   |                                |
| → | dwuliścienne właściwe eudicots |
|   | dwuliścienne właściwe eudicots |

|   | zieleńcowce Chloranthales |
|   | |
|   | \| \| rogatkowce Ceratophyllales \| \| \| \| \| → \| dwuliścienne właściwe eudicots \| \| \| dwuliścienne właściwe eudicots \| |
|   | |
|   | rogatkowce Ceratophyllales |
|   | |
| → | dwuliścienne właściwe eudicots                                                                                                 |
|   | dwuliścienne właściwe eudicots                                                                                                 |

|   | rogatkowce Ceratophyllales     |
|   |                                |
| → | dwuliścienne właściwe eudicots |
|   | dwuliścienne właściwe eudicots |

|   | zieleńcowce Chloranthales |
|   | |
|   | \| \| rogatkowce Ceratophyllales \| \| \| \| \| → \| dwuliścienne właściwe eudicots \| \| \| dwuliścienne właściwe eudicots \| |
|   | |
|   | rogatkowce Ceratophyllales |
|   | |
| → | dwuliścienne właściwe eudicots                                                                                                 |
|   | dwuliścienne właściwe eudicots                                                                                                 |

|   | rogatkowce Ceratophyllales     |
|   |                                |
| → | dwuliścienne właściwe eudicots |
|   | dwuliścienne właściwe eudicots |

|   | zieleńcowce Chloranthales |
|   | |
|   | \| \| rogatkowce Ceratophyllales \| \| \| \| \| → \| dwuliścienne właściwe eudicots \| \| \| dwuliścienne właściwe eudicots \| |
|   | |
|   | rogatkowce Ceratophyllales |
|   | |
| → | dwuliścienne właściwe eudicots                                                                                                 |
|   | dwuliścienne właściwe eudicots                                                                                                 |

|   | rogatkowce Ceratophyllales     |
|   |                                |
| → | dwuliścienne właściwe eudicots |
|   | dwuliścienne właściwe eudicots |

|   | zieleńcowce Chloranthales |
|   | |
|   | \| \| rogatkowce Ceratophyllales \| \| \| \| \| → \| dwuliścienne właściwe eudicots \| \| \| dwuliścienne właściwe eudicots \| |
|   | |
|   | rogatkowce Ceratophyllales |
|   | |
| → | dwuliścienne właściwe eudicots                                                                                                 |
|   | dwuliścienne właściwe eudicots                                                                                                 |

|   | rogatkowce Ceratophyllales     |
|   |                                |
| → | dwuliścienne właściwe eudicots |
|   | dwuliścienne właściwe eudicots |

|   | zieleńcowce Chloranthales |
|   | |
|   | \| \| rogatkowce Ceratophyllales \| \| \| \| \| → \| dwuliścienne właściwe eudicots \| \| \| dwuliścienne właściwe eudicots \| |
|   | |
|   | rogatkowce Ceratophyllales |
|   | |
| → | dwuliścienne właściwe eudicots                                                                                                 |
|   | dwuliścienne właściwe eudicots                                                                                                 |

|   | rogatkowce Ceratophyllales     |
|   |                                |
| → | dwuliścienne właściwe eudicots |
|   | dwuliścienne właściwe eudicots |

|   | zieleńcowce Chloranthales |
|   | |
|   | \| \| rogatkowce Ceratophyllales \| \| \| \| \| → \| dwuliścienne właściwe eudicots \| \| \| dwuliścienne właściwe eudicots \| |
|   | |
|   | rogatkowce Ceratophyllales |
|   | |
| → | dwuliścienne właściwe eudicots                                                                                                 |
|   | dwuliścienne właściwe eudicots                                                                                                 |

|   | rogatkowce Ceratophyllales     |
|   |                                |
| → | dwuliścienne właściwe eudicots |
|   | dwuliścienne właściwe eudicots |

|   | zieleńcowce Chloranthales |
|   | |
|   | \| \| rogatkowce Ceratophyllales \| \| \| \| \| → \| dwuliścienne właściwe eudicots \| \| \| dwuliścienne właściwe eudicots \| |
|   | |
|   | rogatkowce Ceratophyllales |
|   | |
| → | dwuliścienne właściwe eudicots                                                                                                 |
|   | dwuliścienne właściwe eudicots                                                                                                 |

|   | rogatkowce Ceratophyllales     |
|   |                                |
| → | dwuliścienne właściwe eudicots |
|   | dwuliścienne właściwe eudicots |

|   | zieleńcowce Chloranthales |
|   | |
|   | \| \| rogatkowce Ceratophyllales \| \| \| \| \| → \| dwuliścienne właściwe eudicots \| \| \| dwuliścienne właściwe eudicots \| |
|   | |
|   | rogatkowce Ceratophyllales |
|   | |
| → | dwuliścienne właściwe eudicots                                                                                                 |
|   | dwuliścienne właściwe eudicots                                                                                                 |

|   | rogatkowce Ceratophyllales     |
|   |                                |
| → | dwuliścienne właściwe eudicots |
|   | dwuliścienne właściwe eudicots |

|   | zieleńcowce Chloranthales |
|   | |
|   | \| \| rogatkowce Ceratophyllales \| \| \| \| \| → \| dwuliścienne właściwe eudicots \| \| \| dwuliścienne właściwe eudicots \| |
|   | |
|   | rogatkowce Ceratophyllales |
|   | |
| → | dwuliścienne właściwe eudicots                                                                                                 |
|   | dwuliścienne właściwe eudicots                                                                                                 |

|   | rogatkowce Ceratophyllales     |
|   |                                |
| → | dwuliścienne właściwe eudicots |
|   | dwuliścienne właściwe eudicots |

|   | zieleńcowce Chloranthales |
|   | |
|   | \| \| rogatkowce Ceratophyllales \| \| \| \| \| → \| dwuliścienne właściwe eudicots \| \| \| dwuliścienne właściwe eudicots \| |
|   | |
|   | rogatkowce Ceratophyllales |
|   | |
| → | dwuliścienne właściwe eudicots                                                                                                 |
|   | dwuliścienne właściwe eudicots                                                                                                 |

|   | rogatkowce Ceratophyllales     |
|   |                                |
| → | dwuliścienne właściwe eudicots |
|   | dwuliścienne właściwe eudicots |

|   | zieleńcowce Chloranthales |
|   | |
|   | \| \| rogatkowce Ceratophyllales \| \| \| \| \| → \| dwuliścienne właściwe eudicots \| \| \| dwuliścienne właściwe eudicots \| |
|   | |
|   | rogatkowce Ceratophyllales |
|   | |
| → | dwuliścienne właściwe eudicots                                                                                                 |
|   | dwuliścienne właściwe eudicots                                                                                                 |

|   | rogatkowce Ceratophyllales     |
|   |                                |
| → | dwuliścienne właściwe eudicots |
|   | dwuliścienne właściwe eudicots |

|   | zieleńcowce Chloranthales |
|   | |
|   | \| \| rogatkowce Ceratophyllales \| \| \| \| \| → \| dwuliścienne właściwe eudicots \| \| \| dwuliścienne właściwe eudicots \| |
|   | |
|   | rogatkowce Ceratophyllales |
|   | |
| → | dwuliścienne właściwe eudicots                                                                                                 |
|   | dwuliścienne właściwe eudicots                                                                                                 |

|   | rogatkowce Ceratophyllales     |
|   |                                |
| → | dwuliścienne właściwe eudicots |
|   | dwuliścienne właściwe eudicots |

|   | zieleńcowce Chloranthales |
|   | |
|   | \| \| rogatkowce Ceratophyllales \| \| \| \| \| → \| dwuliścienne właściwe eudicots \| \| \| dwuliścienne właściwe eudicots \| |
|   | |
|   | rogatkowce Ceratophyllales |
|   | |
| → | dwuliścienne właściwe eudicots                                                                                                 |
|   | dwuliścienne właściwe eudicots                                                                                                 |

|   | rogatkowce Ceratophyllales     |
|   |                                |
| → | dwuliścienne właściwe eudicots |
|   | dwuliścienne właściwe eudicots |

|   | zieleńcowce Chloranthales |
|   | |
|   | \| \| rogatkowce Ceratophyllales \| \| \| \| \| → \| dwuliścienne właściwe eudicots \| \| \| dwuliścienne właściwe eudicots \| |
|   | |
|   | rogatkowce Ceratophyllales |
|   | |
| → | dwuliścienne właściwe eudicots                                                                                                 |
|   | dwuliścienne właściwe eudicots                                                                                                 |

|   | rogatkowce Ceratophyllales     |
|   |                                |
| → | dwuliścienne właściwe eudicots |
|   | dwuliścienne właściwe eudicots |

|   | zieleńcowce Chloranthales |
|   | |
|   | \| \| rogatkowce Ceratophyllales \| \| \| \| \| → \| dwuliścienne właściwe eudicots \| \| \| dwuliścienne właściwe eudicots \| |
|   | |
|   | rogatkowce Ceratophyllales |
|   | |
| → | dwuliścienne właściwe eudicots                                                                                                 |
|   | dwuliścienne właściwe eudicots                                                                                                 |

|   | rogatkowce Ceratophyllales     |
|   |                                |
| → | dwuliścienne właściwe eudicots |
|   | dwuliścienne właściwe eudicots |

|   | zieleńcowce Chloranthales |
|   | |
|   | \| \| rogatkowce Ceratophyllales \| \| \| \| \| → \| dwuliścienne właściwe eudicots \| \| \| dwuliścienne właściwe eudicots \| |
|   | |
|   | rogatkowce Ceratophyllales |
|   | |
| → | dwuliścienne właściwe eudicots                                                                                                 |
|   | dwuliścienne właściwe eudicots                                                                                                 |

|   | rogatkowce Ceratophyllales     |
|   |                                |
| → | dwuliścienne właściwe eudicots |
|   | dwuliścienne właściwe eudicots |

|   | zieleńcowce Chloranthales |
|   | |
|   | \| \| rogatkowce Ceratophyllales \| \| \| \| \| → \| dwuliścienne właściwe eudicots \| \| \| dwuliścienne właściwe eudicots \| |
|   | |
|   | rogatkowce Ceratophyllales |
|   | |
| → | dwuliścienne właściwe eudicots                                                                                                 |
|   | dwuliścienne właściwe eudicots                                                                                                 |

|   | rogatkowce Ceratophyllales     |
|   |                                |
| → | dwuliścienne właściwe eudicots |
|   | dwuliścienne właściwe eudicots |

|   | zieleńcowce Chloranthales |
|   | |
|   | \| \| rogatkowce Ceratophyllales \| \| \| \| \| → \| dwuliścienne właściwe eudicots \| \| \| dwuliścienne właściwe eudicots \| |
|   | |
|   | rogatkowce Ceratophyllales |
|   | |
| → | dwuliścienne właściwe eudicots                                                                                                 |
|   | dwuliścienne właściwe eudicots                                                                                                 |

|   | rogatkowce Ceratophyllales     |
|   |                                |
| → | dwuliścienne właściwe eudicots |
|   | dwuliścienne właściwe eudicots |

|   | zieleńcowce Chloranthales |
|   | |
|   | \| \| rogatkowce Ceratophyllales \| \| \| \| \| → \| dwuliścienne właściwe eudicots \| \| \| dwuliścienne właściwe eudicots \| |
|   | |
|   | rogatkowce Ceratophyllales |
|   | |
| → | dwuliścienne właściwe eudicots                                                                                                 |
|   | dwuliścienne właściwe eudicots                                                                                                 |

|   | rogatkowce Ceratophyllales     |
|   |                                |
| → | dwuliścienne właściwe eudicots |
|   | dwuliścienne właściwe eudicots |

|   | zieleńcowce Chloranthales |
|   | |
|   | \| \| rogatkowce Ceratophyllales \| \| \| \| \| → \| dwuliścienne właściwe eudicots \| \| \| dwuliścienne właściwe eudicots \| |
|   | |
|   | rogatkowce Ceratophyllales |
|   | |
| → | dwuliścienne właściwe eudicots                                                                                                 |
|   | dwuliścienne właściwe eudicots                                                                                                 |

|   | rogatkowce Ceratophyllales     |
|   |                                |
| → | dwuliścienne właściwe eudicots |
|   | dwuliścienne właściwe eudicots |

|   | zieleńcowce Chloranthales |
|   | |
|   | \| \| rogatkowce Ceratophyllales \| \| \| \| \| → \| dwuliścienne właściwe eudicots \| \| \| dwuliścienne właściwe eudicots \| |
|   | |
|   | rogatkowce Ceratophyllales |
|   | |
| → | dwuliścienne właściwe eudicots                                                                                                 |
|   | dwuliścienne właściwe eudicots                                                                                                 |

|   | rogatkowce Ceratophyllales     |
|   |                                |
| → | dwuliścienne właściwe eudicots |
|   | dwuliścienne właściwe eudicots |

|   | zieleńcowce Chloranthales |
|   | |
|   | \| \| rogatkowce Ceratophyllales \| \| \| \| \| → \| dwuliścienne właściwe eudicots \| \| \| dwuliścienne właściwe eudicots \| |
|   | |
|   | rogatkowce Ceratophyllales |
|   | |
| → | dwuliścienne właściwe eudicots                                                                                                 |
|   | dwuliścienne właściwe eudicots                                                                                                 |

|   | rogatkowce Ceratophyllales     |
|   |                                |
| → | dwuliścienne właściwe eudicots |
|   | dwuliścienne właściwe eudicots |

|   | zieleńcowce Chloranthales |
|   | |
|   | \| \| rogatkowce Ceratophyllales \| \| \| \| \| → \| dwuliścienne właściwe eudicots \| \| \| dwuliścienne właściwe eudicots \| |
|   | |
|   | rogatkowce Ceratophyllales |
|   | |
| → | dwuliścienne właściwe eudicots                                                                                                 |
|   | dwuliścienne właściwe eudicots                                                                                                 |

|   | rogatkowce Ceratophyllales     |
|   |                                |
| → | dwuliścienne właściwe eudicots |
|   | dwuliścienne właściwe eudicots |

|   | zieleńcowce Chloranthales |
|   | |
|   | \| \| rogatkowce Ceratophyllales \| \| \| \| \| → \| dwuliścienne właściwe eudicots \| \| \| dwuliścienne właściwe eudicots \| |
|   | |
|   | rogatkowce Ceratophyllales |
|   | |
| → | dwuliścienne właściwe eudicots                                                                                                 |
|   | dwuliścienne właściwe eudicots                                                                                                 |

|   | rogatkowce Ceratophyllales     |
|   |                                |
| → | dwuliścienne właściwe eudicots |
|   | dwuliścienne właściwe eudicots |

### System APG IV(2016)
System opracowany kolektywnie przez taksonomów tworzących zespół Angiosperm Phylogeny Group (APG) na podstawie kompleksowych informacji taksonomicznych, w szczególności uwzględniających wyniki badań molekularnych. Grupuje okrytozalążkowe w monofiletyczne klady, z zachowaniem podziału funkcyjnego i nazewnictwa taksonów w randze rzędów i rodzin. System jest kontynuacją dawniejszych wersji (APG I z 1998, APG II z 2003 i APG III z 2009), będącą skutkiem postępu w badaniach filogenetycznych. Niezależnie od pojawiających się co kilka lat kolejnych wersji systemu, niektórzy członkowie APG publikują regularnie aktualizowane koncepcje systematyczne (np. Angiosperm Phylogeny Website). Zgodnie z aktualną wiedzą podział filogenetyczny okrytonasiennych jest następujący:
|  | zieleńcowce Chloranthales |
|  |                           |
|  | magnoliowe magnoliids     |
|  |                           |

|  | jednoliścienne monocots                                                                       |
|  |                                                                                               |
|  | \| \| rogatkowce Ceratophyllales \| \| \| \| \| \| dwuliścienne właściwe eudicots \| \| \| \| |
|  |                                                                                               |
|  | rogatkowce Ceratophyllales                                                                    |
|  |                                                                                               |
|  | dwuliścienne właściwe eudicots                                                                |
|  |                                                                                               |

|  | rogatkowce Ceratophyllales     |
|  |                                |
|  | dwuliścienne właściwe eudicots |
|  |                                |

|  | zieleńcowce Chloranthales |
|  |                           |
|  | magnoliowe magnoliids     |
|  |                           |

|  | jednoliścienne monocots                                                                       |
|  |                                                                                               |
|  | \| \| rogatkowce Ceratophyllales \| \| \| \| \| \| dwuliścienne właściwe eudicots \| \| \| \| |
|  |                                                                                               |
|  | rogatkowce Ceratophyllales                                                                    |
|  |                                                                                               |
|  | dwuliścienne właściwe eudicots                                                                |
|  |                                                                                               |

|  | rogatkowce Ceratophyllales     |
|  |                                |
|  | dwuliścienne właściwe eudicots |
|  |                                |

|  | zieleńcowce Chloranthales |
|  |                           |
|  | magnoliowe magnoliids     |
|  |                           |

|  | jednoliścienne monocots                                                                       |
|  |                                                                                               |
|  | \| \| rogatkowce Ceratophyllales \| \| \| \| \| \| dwuliścienne właściwe eudicots \| \| \| \| |
|  |                                                                                               |
|  | rogatkowce Ceratophyllales                                                                    |
|  |                                                                                               |
|  | dwuliścienne właściwe eudicots                                                                |
|  |                                                                                               |

|  | rogatkowce Ceratophyllales     |
|  |                                |
|  | dwuliścienne właściwe eudicots |
|  |                                |

|  | zieleńcowce Chloranthales |
|  |                           |
|  | magnoliowe magnoliids     |
|  |                           |

|  | jednoliścienne monocots                                                                       |
|  |                                                                                               |
|  | \| \| rogatkowce Ceratophyllales \| \| \| \| \| \| dwuliścienne właściwe eudicots \| \| \| \| |
|  |                                                                                               |
|  | rogatkowce Ceratophyllales                                                                    |
|  |                                                                                               |
|  | dwuliścienne właściwe eudicots                                                                |
|  |                                                                                               |

|  | rogatkowce Ceratophyllales     |
|  |                                |
|  | dwuliścienne właściwe eudicots |
|  |                                |

|  | zieleńcowce Chloranthales |
|  |                           |
|  | magnoliowe magnoliids     |
|  |                           |

|  | jednoliścienne monocots                                                                       |
|  |                                                                                               |
|  | \| \| rogatkowce Ceratophyllales \| \| \| \| \| \| dwuliścienne właściwe eudicots \| \| \| \| |
|  |                                                                                               |
|  | rogatkowce Ceratophyllales                                                                    |
|  |                                                                                               |
|  | dwuliścienne właściwe eudicots                                                                |
|  |                                                                                               |

|  | rogatkowce Ceratophyllales     |
|  |                                |
|  | dwuliścienne właściwe eudicots |
|  |                                |

|  | zieleńcowce Chloranthales |
|  |                           |
|  | magnoliowe magnoliids     |
|  |                           |

|  | jednoliścienne monocots                                                                       |
|  |                                                                                               |
|  | \| \| rogatkowce Ceratophyllales \| \| \| \| \| \| dwuliścienne właściwe eudicots \| \| \| \| |
|  |                                                                                               |
|  | rogatkowce Ceratophyllales                                                                    |
|  |                                                                                               |
|  | dwuliścienne właściwe eudicots                                                                |
|  |                                                                                               |

|  | rogatkowce Ceratophyllales     |
|  |                                |
|  | dwuliścienne właściwe eudicots |
|  |                                |

|  | zieleńcowce Chloranthales |
|  |                           |
|  | magnoliowe magnoliids     |
|  |                           |

|  | jednoliścienne monocots                                                                       |
|  |                                                                                               |
|  | \| \| rogatkowce Ceratophyllales \| \| \| \| \| \| dwuliścienne właściwe eudicots \| \| \| \| |
|  |                                                                                               |
|  | rogatkowce Ceratophyllales                                                                    |
|  |                                                                                               |
|  | dwuliścienne właściwe eudicots                                                                |
|  |                                                                                               |

|  | rogatkowce Ceratophyllales     |
|  |                                |
|  | dwuliścienne właściwe eudicots |
|  |                                |

|  | zieleńcowce Chloranthales |
|  |                           |
|  | magnoliowe magnoliids     |
|  |                           |

|  | jednoliścienne monocots                                                                       |
|  |                                                                                               |
|  | \| \| rogatkowce Ceratophyllales \| \| \| \| \| \| dwuliścienne właściwe eudicots \| \| \| \| |
|  |                                                                                               |
|  | rogatkowce Ceratophyllales                                                                    |
|  |                                                                                               |
|  | dwuliścienne właściwe eudicots                                                                |
|  |                                                                                               |

|  | rogatkowce Ceratophyllales     |
|  |                                |
|  | dwuliścienne właściwe eudicots |
|  |                                |

|  | zieleńcowce Chloranthales |
|  |                           |
|  | magnoliowe magnoliids     |
|  |                           |

|  | jednoliścienne monocots                                                                       |
|  |                                                                                               |
|  | \| \| rogatkowce Ceratophyllales \| \| \| \| \| \| dwuliścienne właściwe eudicots \| \| \| \| |
|  |                                                                                               |
|  | rogatkowce Ceratophyllales                                                                    |
|  |                                                                                               |
|  | dwuliścienne właściwe eudicots                                                                |
|  |                                                                                               |

|  | rogatkowce Ceratophyllales     |
|  |                                |
|  | dwuliścienne właściwe eudicots |
|  |                                |

|  | zieleńcowce Chloranthales |
|  |                           |
|  | magnoliowe magnoliids     |
|  |                           |

|  | jednoliścienne monocots                                                                       |
|  |                                                                                               |
|  | \| \| rogatkowce Ceratophyllales \| \| \| \| \| \| dwuliścienne właściwe eudicots \| \| \| \| |
|  |                                                                                               |
|  | rogatkowce Ceratophyllales                                                                    |
|  |                                                                                               |
|  | dwuliścienne właściwe eudicots                                                                |
|  |                                                                                               |

|  | rogatkowce Ceratophyllales     |
|  |                                |
|  | dwuliścienne właściwe eudicots |
|  |                                |

|  | zieleńcowce Chloranthales |
|  |                           |
|  | magnoliowe magnoliids     |
|  |                           |

|  | jednoliścienne monocots                                                                       |
|  |                                                                                               |
|  | \| \| rogatkowce Ceratophyllales \| \| \| \| \| \| dwuliścienne właściwe eudicots \| \| \| \| |
|  |                                                                                               |
|  | rogatkowce Ceratophyllales                                                                    |
|  |                                                                                               |
|  | dwuliścienne właściwe eudicots                                                                |
|  |                                                                                               |

|  | rogatkowce Ceratophyllales     |
|  |                                |
|  | dwuliścienne właściwe eudicots |
|  |                                |

|  | zieleńcowce Chloranthales |
|  |                           |
|  | magnoliowe magnoliids     |
|  |                           |

|  | jednoliścienne monocots                                                                       |
|  |                                                                                               |
|  | \| \| rogatkowce Ceratophyllales \| \| \| \| \| \| dwuliścienne właściwe eudicots \| \| \| \| |
|  |                                                                                               |
|  | rogatkowce Ceratophyllales                                                                    |
|  |                                                                                               |
|  | dwuliścienne właściwe eudicots                                                                |
|  |                                                                                               |

|  | rogatkowce Ceratophyllales     |
|  |                                |
|  | dwuliścienne właściwe eudicots |
|  |                                |

|  | zieleńcowce Chloranthales |
|  |                           |
|  | magnoliowe magnoliids     |
|  |                           |

|  | jednoliścienne monocots                                                                       |
|  |                                                                                               |
|  | \| \| rogatkowce Ceratophyllales \| \| \| \| \| \| dwuliścienne właściwe eudicots \| \| \| \| |
|  |                                                                                               |
|  | rogatkowce Ceratophyllales                                                                    |
|  |                                                                                               |
|  | dwuliścienne właściwe eudicots                                                                |
|  |                                                                                               |

|  | rogatkowce Ceratophyllales     |
|  |                                |
|  | dwuliścienne właściwe eudicots |
|  |                                |

|  | zieleńcowce Chloranthales |
|  |                           |
|  | magnoliowe magnoliids     |
|  |                           |

|  | jednoliścienne monocots                                                                       |
|  |                                                                                               |
|  | \| \| rogatkowce Ceratophyllales \| \| \| \| \| \| dwuliścienne właściwe eudicots \| \| \| \| |
|  |                                                                                               |
|  | rogatkowce Ceratophyllales                                                                    |
|  |                                                                                               |
|  | dwuliścienne właściwe eudicots                                                                |
|  |                                                                                               |

|  | rogatkowce Ceratophyllales     |
|  |                                |
|  | dwuliścienne właściwe eudicots |
|  |                                |

|  | zieleńcowce Chloranthales |
|  |                           |
|  | magnoliowe magnoliids     |
|  |                           |

|  | jednoliścienne monocots                                                                       |
|  |                                                                                               |
|  | \| \| rogatkowce Ceratophyllales \| \| \| \| \| \| dwuliścienne właściwe eudicots \| \| \| \| |
|  |                                                                                               |
|  | rogatkowce Ceratophyllales                                                                    |
|  |                                                                                               |
|  | dwuliścienne właściwe eudicots                                                                |
|  |                                                                                               |

|  | rogatkowce Ceratophyllales     |
|  |                                |
|  | dwuliścienne właściwe eudicots |
|  |                                |

|  | zieleńcowce Chloranthales |
|  |                           |
|  | magnoliowe magnoliids     |
|  |                           |

|  | jednoliścienne monocots                                                                       |
|  |                                                                                               |
|  | \| \| rogatkowce Ceratophyllales \| \| \| \| \| \| dwuliścienne właściwe eudicots \| \| \| \| |
|  |                                                                                               |
|  | rogatkowce Ceratophyllales                                                                    |
|  |                                                                                               |
|  | dwuliścienne właściwe eudicots                                                                |
|  |                                                                                               |

|  | rogatkowce Ceratophyllales     |
|  |                                |
|  | dwuliścienne właściwe eudicots |
|  |                                |

### Systemy Reveala(1994–1999, 2008)
W systemie publikowanym przez Jamesa Reveala w latach 1994–1999 rośliny okrytonasienne podzielone zostały na 5 klas:
- Gromada: Magnoliophyta Cronquist, Takht. & Zimmerm. ex Reveal, Phytologia 79: 70 1996 (syn. Angiospermophyta, Anthophyta) – okrytonasienne, okrytozalążkowe
  - Podgromada: Magnoliophytina Frohne & U. Jensen ex Reveal, Phytologia 79: 70 1996
    - Klasa: Liliopsida Brongn., Enum. Pl. Mus. Paris: xv, 17 1843 (jednoliścienne)
    - Klasa: Magnoliopsida Brongn., Enum. Pl. Mus. Paris: xxvi, 95 1843
    - Klasa: Piperopsida Bartl., Ord. Nat. Pl.: 78, 83 1830
    - Klasa: Ranunculopsida Brongn., Enum. Pl. Mus. Paris: xxvi, 96 1843
    - Klasa: Rosopsida Batsch, Dispos. Gen. Pl. Jenens.: 28 1788

W systemie opublikowanym w 2008 r. Reveal w znacznym stopniu dokonał adoptacji do systemu rang systematycznych kladogram systemu APG II i podzielił klasę okrytonasiennych na 12 podklas.

### System Cronquista(1981)
Popularny w końcu XX wieku system tradycyjnie dzielił rośliny okrytonasienne na dwie klasy w zależności od liczby liścieni w zarodku, podobnie jak czynili systematycy od końca XVIII wieku (system de Jussieu, 1789):
- Klasa: Magnoliopsida Brongn. 1843 – dwuliścienne
- Klasa: Liliopsida Scop. 1760 – jednoliścienne

## Znaczenie
- Kształtują klimat w skali lokalnej i globalnej.
- Kształtują warunki życia na Ziemi.
- Wytwarzają tlen i pochłaniają dwutlenek węgla.
- Chronią glebę przed erozją i wysychaniem.
- W warunkach naturalnych stanowią początkowe ogniwo w łańcuchach pokarmowych.
- Są podstawą żywienia człowieka.
- Są źródłem pokarmu – bezpośrednim, na przykład ziarna zbóż, owoce i warzywa, lub pośrednim, jako pasza dla zwierząt hodowlanych.
- Służą do otrzymywania olejów i alkoholi.
- Wiele surowców pochodzenia roślinnego wykorzystywanych jest do rozmaitych celów w gospodarce człowieka. Do najważniejszych należy surowiec drzewny, z którego wytwarzane są deski, sklejki, papier, tektura, gaz drzewny, węgiel drzewny, dziegieć, garbniki, żywice. Poza tym wykorzystuje się włókna roślinne, kauczuk naturalny, gutaperkę, barwniki, olejki eteryczne.
- Wiele gatunków służy jako rośliny ozdobne, posiadają istotne znaczenie kulturowe, obecne są w sztuce, religii i obyczajach. Używane są do wyrażania uczuć (kwiaty, bukiety, stroiki).
- Dostarczają również substancji leczniczych, stosowanych w kosmetyce oraz używek.
- Niektóre gatunki roślin, np. pieprz, majeranek, tymianek, wanilia, cynamon oraz imbir, stosuje się również jako przyprawy.
- Mają decydujący wpływ na wygląd szaty roślinnej.
- Budują dla innych organizmów środowisko życia.